# Amesbury (Massachusetts)
Amesbury es una ciudad ubicada en el condado de Essex en el estado estadounidense de Massachusetts. En el Censo de 2010 tenía una población de 16.283 habitantes y una densidad poblacional de 458,06 personas por km².

## Geografía
Amesbury se encuentra ubicada en las coordenadas 42°51′5″N 70°57′21″O / 42.85139, -70.95583. Según la Oficina del Censo de los Estados Unidos, Amesbury tiene una superficie total de 35.55 km², de la cual 31.76 km² corresponden a tierra firme y (10.65%) 3.79 km² es agua.

## Demografía
Según el censo de 2010, había 16.283 personas residiendo en Amesbury. La densidad de población era de 458,06 hab./km². De los 16.283 habitantes, Amesbury estaba compuesto por el 96.35% blancos, el 0.74% eran afroamericanos, el 0.23% eran amerindios, el 0.65% eran asiáticos, el 0.04% eran isleños del Pacífico, el 0.57% eran de otras razas y el 1.43% pertenecían a dos o más razas. Del total de la población el 1.9% eran hispanos o latinos de cualquier raza.